# Dominik Nakano
Dominik Nakano (ur. 1603 w Ōmuri; zm. 10 września 1622 na wzgórzu Nishizaka w Nagasaki) – błogosławiony Kościoła katolickiego, męczennik, ofiara prześladowań antykatolickich w Japonii.

## Życiorys
Dominik Nakano był synem Macieja Nakano, męczennika z 1619 r. Dominik Nakano należał do Bractwa Różańcowego.
W Japonii w okresie Edo (XVII w.) doszło do prześladowań chrześcijan. Dominik Nakano został ścięty 10 września 1622 na wzgórzu Nishizaka w Nagasaki za to, że nie doniósł władzom o ukrywaniu katolickich misjonarzy przez jego sąsiadów Antoniego Hamanomachi i Damiana Tanda Yaichi. Z tego samego powodu stracono również Bartłomieja Kawano Shichiemon.
Został beatyfikowany razem z ojcem w grupie 205 męczenników japońskich przez Piusa IX w dniu 7 lipca 1867 (dokument datowany jest 7 maja 1867).
Dniem jego wspomnienia jest 10 września (w grupie 205 męczenników japońskich).